# Ringhorne
Ringhorne er i nordisk mytologi det største og stærkeste skib i Asgård. Det tilhørte Balder. Da Balder blev dræbt, blev han lagt i Ringhorne, og skibet blev sat i flammer. Hans hustru Nanna ledsagede ham på færden.
| Nordisk mytologi | Spire Denne artikel om nordisk religion og mytologi er en spire som bør udbygges. Du er velkommen til at hjælpe Wikipedia ved at udvide den. |